# Eucteniza ronnewtoni
Espèce
Eucteniza ronnewtoni est une espèce d'araignées mygalomorphes de la famille des Euctenizidae.

## Distribution
Cette espèce est endémique du Texas aux États-Unis,. Elle se rencontre dans le comté de Val Verde.

## Étymologie
Cette espèce est nommée en l'honneur de Ronald Newton.

## Publication originale
- Bond & Godwin, 2013 : Taxonomic revision of the trapdoor spider genus Eucteniza Ausserer (Araneae, Mygalomorphae, Euctenizidae). ZooKeys, no 356, p. 31-67 (texte intégral).